# NGC 3516

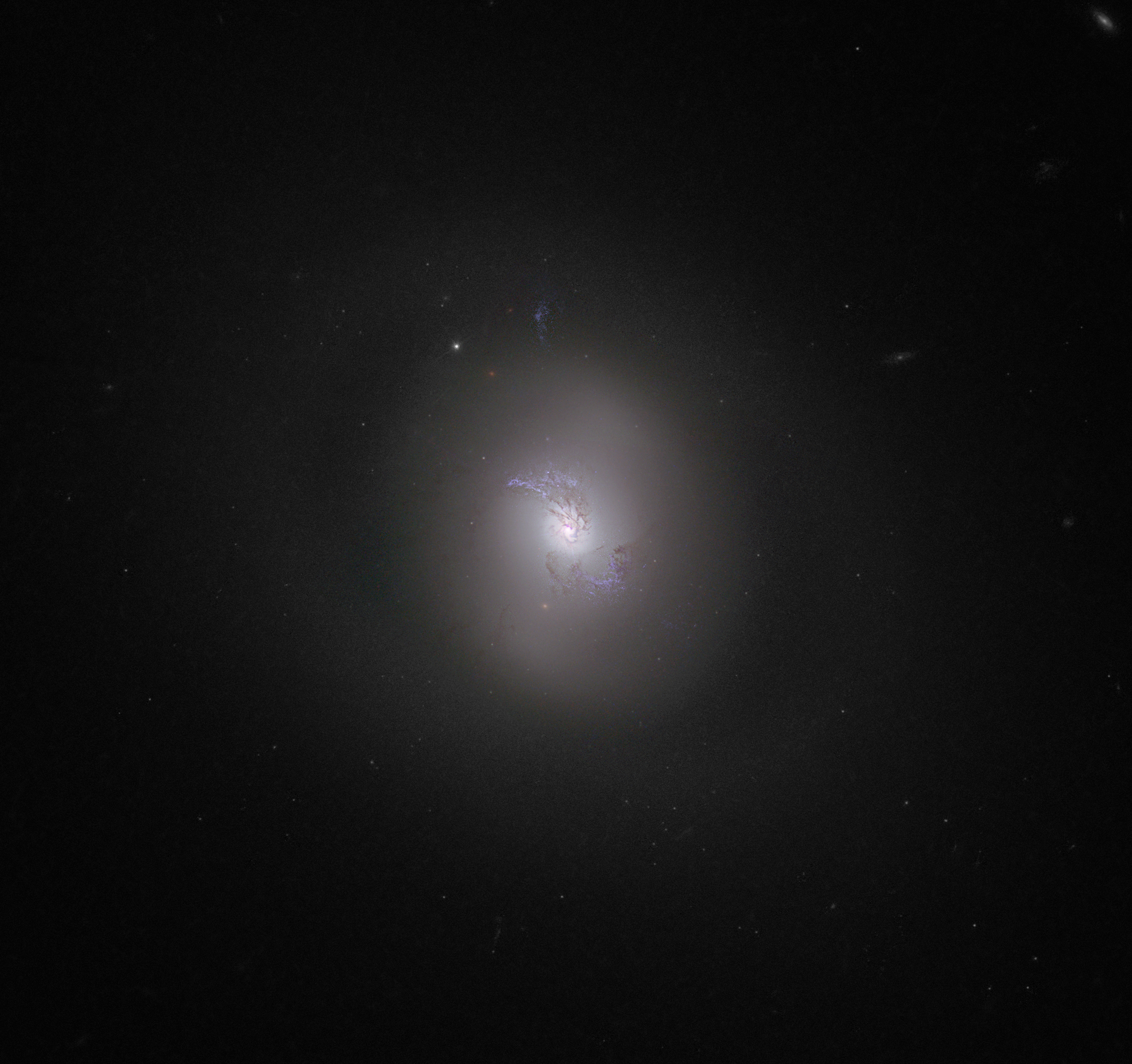
NGC 3516 par le télescope spatial Hubble.

NGC 3516 est une galaxie lenticulaire située dans la constellation de la Grande Ourse. NGC 3516 a été découverte par l'astronome germano-britannique William Herschel en 1785.

## Caractéristiques

### Distance
Sa vitesse par rapport au fond diffus cosmologique est de 2 716 ± 8 km/s, ce qui correspond à une distance de Hubble de 40,1 ± 2,8 Mpc (∼131 millions d'al).
À ce jour, quatre mesures non basées sur le décalage vers le rouge (redshift) donnent une distance de 51,500 ± 15,126 Mpc (∼168 millions d'al), ce qui est à l'intérieur des valeurs de la distance de Hubble. Notons cependant que c'est avec la valeur moyenne des mesures indépendantes, lorsqu'elles existent, que la base de données NASA/IPAC calcule le diamètre d'une galaxie et qu'en conséquence le diamètre de NGC 3516 pourrait être d'environ 24,5 kpc (∼79 900 al) si on utilisait la distance de Hubble pour le calculer.

### Morphologie
Dans la  bande K infrarouge, NGC 3516 présente une barre centrale d'environ 19 secondes d'arc dont l'ellipticité maximale est de 0,25. L'angle de position de celle-ci est de 172°.

### Galaxie active
NGC 3516 est une galaxie active de type Seyfert 1.5,. D'autre part, cette galaxie présente une fluctuation temporelle de luminosité inhabituelle qu'on explique par la présence d'un nuage gazeux traversant notre ligne de visée. Ce nuage gazeux pourrait être le disque d'accrétion d'un trou noir supermassif au centre de la galaxie.

### Quasar
On a découvert au moins cinq quasars situés à l'intérieur de 12 minutes d'arc le long du petit axe de NGC 3516.

## Trou noir supermassif
Selon les auteurs d'un article publié en 2002, la masse du trou noir central de NGC 3516 est de 22,9 x 106{\displaystyle M_{\odot }}
Selon un article publié en 2004 un trou noir supermassif dont la masse est de (42,7 ± 14,6) x 106 {\displaystyle M_{\odot }} se trouve au centre de NGC 3516.
Selon les auteurs d'un article publié en 2012, la connaissance de la masse d'un trou noir central et du taux d'accrétion par celui-ci permet d'estimer le taux de formation d'étoiles dans la région centrale des galaxies de type Seyfert. Ce taux pour NGC 3516 serait à l'intérieur d'un rayon de 1 kpc de 0,20 {\displaystyle M_{\odot }}/an.
Selon une étude publié en 2015, la masse du trou noir central de NGC 3516 est de 108,06 ± 0,27   ce qui correspond à  1,15 +0,21
-0,53*108{\displaystyle M_{\odot }}

## Le groupe de NGC 3348
La galaxie NGC 3516 fait partie d'un trio de galaxies, le groupe de NGC 3348. Les deux autres galaxies du trio sont NGC 3348 et NGC 3364.